# Gouvernement Cissé I
Pour les articles homonymes, voir gouvernement Boubou Cissé.
République du Mali
S.B. Maïga Cissé II
Le gouvernement Boubou Cissé I est le gouvernement de la république du Mali en fonction du 5 mai 2019 au 27 juillet 2020.

## Historique du mandat
Dirigé par le nouveau Premier ministre indépendant Boubou Cissé, précédemment ministre de l'Économie et des Finances, ce « gouvernement de mission et d’actions » succède donc au gouvernement Soumeylou Boubèye Maïga, au pouvoir depuis décembre 2017,.
Le Premier ministre et son gouvernement prennent officiellement leurs fonctions le 5 mai, seulement trois jours après la signature d'un accord politique qualifié d'« historique » entre la mouvance présidentielle, une partie de l’opposition ainsi que des représentants de la société civile,.
Le 10 janvier 2020, le porte-parole du Gouvernement annonce la mort du ministre de l'Éducation nationale, Témoré Tioulenta à l'âge de 65 ans. Le décret du 22 janvier 2020 relatif à la composition du Gouvernement dispose de la nomination du professeur Mahamoudou Famanta en tant que ministre de l'Éducation nationale tout en conservant les portefeuilles de l'Enseignement supérieur et de la Recherche scientifique,.
Quatre jours avant le premier tour des élections législatives, le chef de file de l'opposition Soumaïla Cissé et ses compagnons sont enlevés par des individus armés non identifiés. Le gouvernement Boubou Cissé met en place une cellule de crise dirigée par Ousmane Issoufi Maiga avec pour mission leur libération.
Le 10 juin 2020, Boubou Cissé présente dans une lettre sa démission ainsi que celle des autres membres de son gouvernement au président de la République dans un contexte de contestation sociale et politique. Malgré tout, il est reconduit dans ses fonctions de Premier ministre et chargé de former le prochain gouvernement,. Dans l'attente d'un nouveau gouvernement depuis près d'un mois, le décret N°2020-0320/PM-RM du 22 juillet 2020 permet au chef du gouvernement de prendre des décisions relatives aux marchés publics à la place des ministres.  

## Composition

### Premier ministre
| Photo | Portefeuille                                                                 | Titulaire    |
| ----- | ---------------------------------------------------------------------------- | ------------ |
|       | Premier ministre Chef du Gouvernement Ministre de l'Économie et des Finances | Boubou Cissé |

### Ministres
| Photo | Portefeuille | Titulaire                                   |
| ----- | --- | ------------------------------------------- |
|       | Ministre de la Santé et des Affaires sociales                                                                           | Michel Sidibé                               |
|       | Ministre de la Justice et des Droits de l'Homme Garde des Sceaux                                                        | Malick Coulibaly                            |
|       | Ministre de la Défense et des anciens Combattants                                                                       | Ibrahima Dahirou Dembélé                    |
|       | Ministre de l'Administration territoriale et de la Décentralisation                                                     | Boubacar Alpha Bah                          |
|       | Ministre de la Sécurité et de la Protection civile                                                                      | Salif Traoré                                |
|       | Ministre des Affaires étrangères et de la Coopération internationale                                                    | Tiébilé Dramé                               |
|       | Ministre de l'Intégration africaine                                                                                     | Baber Gano                                  |
|       | Ministre de la Solidarité et de la Lutte contre la Pauvreté                                                             | Hamadou Konaté                              |
|       | Ministre de la Cohésion sociale, de la Paix et de la Réconciliation nationale                                           | Lassine Bouaré                              |
|       | Ministre de l'Industrie et du Commerce                                                                                  | Mohamed Ag Erlaf                            |
|       | Ministre de l'Aménagement du Territoire et de la Population                                                             | Adama Tiémoko Diarra                        |
|       | Ministre du Dialogue social, du Travail et de la Fonction publique                                                      | Oumar Hamadoun Dicko                        |
|       | Ministre des Infrastructures et de l'Équipement                                                                         | Traoré Seynabou Diop                        |
|       | Ministre de l'Énergie et de l'Eau                                                                                       | Sambou Wagué                                |
|       | Ministre des Transports et de la Mobilité urbaine                                                                       | Ibrahima Abdoul Ly                          |
|       | Ministre de la Culture                                                                                                  | N'Diaye Ramatoulaye Diallo                  |
|       | Ministre des Mines et du Pétrole                                                                                        | Lelenta Hawa Baba Bah                       |
|       | Ministre de la Communication, chargé des Relations avec les Institutions Porte-parole du Gouvernement                   | Yaya Sangaré                                |
|       | Ministre de l'Économie numérique et de la Prospective                                                                   | Kamissa Camara                              |
|       | Ministre de la Promotion de l'Investissement privé, des Petites et Moyennes Entreprises et de l'Entreprenariat national | Safia Boly                                  |
|       | Ministre chargé des Réformes institutionnelles et des Relations avec la Société civile                                  | Amadou Thiam                                |
|       | Ministre des Maliens de l'Extérieur                                                                                     | Amadou Koita                                |
|       | Ministre des Affaires religieuses et du Culte                                                                           | Thierno Amadou Omar Hass Diallo             |
|       | Ministre de l'Agriculture                                                                                               | Moulaye Ahmed Boubacar                      |
|       | Ministre de la Jeunesse et des Sports                                                                                   | Arouna Modibo Touré                         |
|       | Ministre de l'Environnement, de l'Assainissement et du Développement durable                                            | Housseini Amion Guindo                      |
|       | Ministre de l'Éducation nationale                                                                                       | Témoré Tioulenta (jusqu'au 10/01/2020)      |
|       | Ministre de l'Éducation nationale                                                                                       | Mahamoudou Famanta (à partir du 22/01/2020) |
|       | Ministre de l'Enseignement supérieur et de la Recherche scientifique                                                    | Mahamadou Famanta                           |
|       | Ministre de l'Élevage et de la Pêche                                                                                    | Kané Rokia Maguiraga                        |
|       | Ministre de l'Artisanat et du Tourisme                                                                                  | Nina Walet Intalou                          |
|       | Ministre de la Promotion de la Femme, de l'Enfant et de la Famille                                                      | Diakité Aïssata Kassa Traoré                |
|       | Ministre des Domaines et des Affaires foncières                                                                         | Alioune Badara Berthe                       |
|       | Ministre de l'Habitat, de l'Urbanisme et du Logement social                                                             | Hama Ould Sidi Mohamed Arbi                 |
|       | Ministre de l'Emploi et de la Formation professionnelle                                                                 | Jean-Claude Sidibé                          |
|       | Ministre délégué auprès du Premier ministre Ministre de l'Économie et des Finances, chargé du Budget                    | Barry Aoua Sylla                            |

### Secrétaires d'État
| Photo | Portefeuille | Titulaire           |
| ----- | --- | ------------------- |
|       | Secrétaire d'État auprès du ministre de l'Éducation nationale, chargé de la Promotion et de l'Intégration de l'Enseignement bilingue | Moussa Boubacar Bah |
|       | Secrétaire d'État auprès du ministre de l'Agriculture, chargé de l'Aménagement et de l'Équipement rural                              | Adama Sangaré       |